# Jean-Baptiste Bailly
Jean-Baptiste Bailly, né le 23 août 1822 à Chambéry et mort le 20 décembre 1880 dans cette même ville, est un ornithologue savoyard, puis français.

## Biographie
Jean-Baptiste Bailly participe à la fondation de la Société d'histoire naturelle de la Savoie en 1844. Celle-ci est à l’origine de la création d’un Muséum à Chambéry ; dont elle a toujours la responsabilité en 2020. Dès 1844, Bailly en est le conservateur. Il obtient en 1848, le droit de chasser en toutes saisons du roi Charles-Albert de Sardaigne (1798-1849), autorisation renouvelée par Victor-Emmanuel II d'Italie (1820-1878).
Il fait paraître en 1853-1854 son Ornithologie de la Savoie (quatre volumes édités à Paris) complétée en 1855-1856 par un atlas de 110 planches (édité à Chambéry).
Il devient membre effectif (titulaire) de l'Académie de Savoie en 1856.